# 岗斑鸠菊
岗斑鸠菊（学名：Vernonia clivorum）是菊科班鸠菊属的植物。分布于缅甸以及中国大陆的广东、云南等地，生长于海拔220米至2700米的地区，多生长于山谷旷野或湖边灌丛中，目前尚未由人工引种栽培。